# FGI-103
Le FGI-103 est un médicament antiviral expérimental développé comme traitement potentiel contre la maladie à virus Ebola et celle à virus Marburg. Il s'est montré efficace contre ces deux virus lorsqu'il était administré à des souris jusqu'à 48 h après l'exposition aux virus. Le mécanisme d'action de cette molécule n'a pas été élucidé, mais il est apparu qu'elle n'agit pas selon les mécanismes habituellement employés par les antiviraux semblables,.